# 239
| Calendário gregoriano                                                        | 239 CCXXXIX                     |
| Ab urbe condita                                                              | 992                             |
| Calendário arménio                                                           | -313 – -312                     |
| Calendário bahá'í                                                            | -1605 – -1604                   |
| Calendário budista                                                           | 783                             |
| Calendário chinês                                                            | 2935 – 2936                     |
| Calendário copta                                                             | -45 – -44                       |
| Calendário etíope                                                            | 231 – 232                       |
| Calendários hindus - Vikram Samvat - Calendário nacional indiano - Cáli Iuga | 294 – 295 160 – 161 3339 – 3340 |
| Calendário Holoceno                                                          | 10239                           |
| Calendário islâmico                                                          | 395 BH – 394 BH                 |
| Calendário judaico                                                           | 3999 – 4000                     |
| Calendário persa                                                             | 383 BP – 382 BP                 |
| Calendário rúnico                                                            | 489                             |
| Calendário solar tailandês                                                   | 782                             |

239 (CCXXXIX na numeração romana) foi um ano comum do século III do Calendário Juliano, da Era de Cristo, a sua letra dominical foi F (52 semanas), teve início e fim numa terça-feira.
| Ano completo                       |
| ---------------------------------- |
| Ano comum com início à terça-feira |